# 小行星7028
小行星7028（英語：7028 Tachikawa）是一颗围绕太阳公转的小行星。1993年12月5日，平沢正規、鈴木正平在Nyukasa发现了此天体。
这颗小行星的绝对星等为212.12300等。